# Schweizer Parlamentswahlen 2015/Resultate Nationalratswahlen
Die Nationalratswahlen der 50. Legislaturperiode fanden am 18. Oktober 2015 statt. Auf dieser Seite findet sich eine Übersicht über die Resultate in den Kantonen (Parteien, Stimmen, Wähleranteil, Sitze).

## Anmerkung zu den Wählerzahlen
In den Mehrpersonenwahlkreisen (20 Kantone mit total 194 von 200 Sitzen) hat jeder Wähler so viele Stimmen, wie in seinem Kanton Sitze zu vergeben sind (im Kanton Zürich 35, im Kanton Jura 2). Diese Stimmen kann er an beliebige Kandidaten der sich zur Wahl stellenden Listen vergeben (Panaschieren). Eine Stimme für einen Kandidaten ist gleichzeitig eine Stimme für dessen Partei. Hat ein Wähler nicht alle seine Stimmen an Kandidierende vergeben, gehen diese Stimmen als sogenannte «Zusatzstimmen» an die von ihm gewählte Liste. Wenn der Wähler keine Liste auswählt (sondern einen so genannten «Wahlzettel ohne Parteibezeichnung» verwendet) verfallen nicht benutzte Stimmen (sog. Leere Stimmen).
Um zu überkantonal vergleichbaren Ergebnissen zu kommen, wird hier die so genannte «Wählerzahl» verwendet. Diese erhält man, indem man die Stimmen durch die Anzahl der Sitze teilt. Weil aber ein Wähler seine Stimmen auf mehrere Parteien verteilen kann, entstehen 1/2-, 1/3- etc. Stimmen. Bei den unten angegebenen ganzen Wählerzahlen handelt es sich um gerundete Werte. Diese stellen nicht mehr als eine statistische Fiktion dar. Ein Aargauer «Wähler» kann auch aus 16 Personen bestehen, die je einen Kandidaten der betreffenden Partei auf ihrer Liste aufgeführt haben.

## Kanton Aargau(16 Sitze)
Aufgrund der Bevölkerungsentwicklung verfügte der Kanton Aargau über einen Nationalratssitz mehr als bei den vorangegangenen Wahlen.
| Partei                              | Stimmen | % (+/−) | % (+/−) | Sitze (+/−) | Sitze (+/−) | Gewählte Nationalräte                                                                                                   |
| ----------------------------------- | ------- | ------- | ------- | ----------- | ----------- | --- |
| Schweizerische Volkspartei          | 74'132  | 38,0 %  | +3,2 %  | 7           | +1          | Ulrich Giezendanner Maximilian Reimann Luzi Stamm Sylvia Flückiger-Bäni Hansjörg Knecht Thomas Burgherr Andreas Glarner |
| Sozialdemokratische Partei          | 31'367  | 16,1 %  | −1,9 %  | 2           | −1          | Cédric Wermuth Yvonne Feri                                                                                              |
| FDP.Die Liberalen                   | 29'549  | 15,1 %  | +3,6 %  | 3           | +1          | Corina Eichenberger Thierry Burkart Matthias Jauslin                                                                    |
| Christlichdemokratische Volkspartei | 16'757  | 8,6 %   | −2,0 %  | 1           | 0           | Ruth Humbel Näf |
| Grüne                               | 10'672  | 5,5 %   | −1,8 %  | 1           | 0           | Jonas Fricker |
| Grünliberale Partei                 | 10'100  | 5,2 %   | −0,5 %  | 1           | 0           | Beat Flach |
| Bürgerlich-Demokratische Partei     | 10'002  | 5,1 %   | −1,0 %  | 1           | 0           | Bernhard Guhl |
| Evangelische Volkspartei            | 6'510   | 3,3 %   | +0,1 %  |             |             | |
| Eidgenössisch-Demokratische Union   | 2'197   | 1,1 %   | −0,1 %  |             |             | |
| Ecopop                              | 1'593   | 0,8 %   | +0,8 %  |             |             | |
| Piratenpartei                       | 1'220   | 0,6 %   | −0,2 %  |             |             | |
| Integrale Politik                   | 349     | 0,2 %   | +0,2 %  |             |             | |
| Nichtwähler.ch                      | 300     | 0,2 %   | +0,2 %  |             |             | |
| Sozial-Liberale Bewegung            | 245     | 0,1 %   | −0,4 %  |             |             | |
| Lösungsorientierte Volks-Bewegung   | 118     | 0,1 %   | +0,1 %  |             |             | |

Listenverbindungen bestanden zwischen SVP, FDP, CVP und EDU, zwischen SP, Grünen, Piraten und "Integrale Politik" sowie zwischen BDP, glp, EVP, SLB und ecopop. Aufgrund der grossen bürgerlichen Listenverbindung gewann die FDP drei Sitze und die SP nur zwei, obwohl letztere mehr Stimmen erhalten hatte.

## Kanton Appenzell Ausserrhoden(1 Sitz)
Im Kanton Appenzell Ausserrhoden gilt das Majorzsystem. Gewählt ist, wer am meisten Stimmen erhält.
| Kandidat/in       | Partei      | Stimmen | %      | gewählt? |
| ----------------- | ----------- | ------- | ------ | -------- |
| David Zuberbühler | SVP         | 6'394   | 36,1 % | gewählt  |
| Markus Bänziger   | FDP         | 5'949   | 33,6 % |          |
| Jens Weber        | SP          | 5'058   | 28,6 % |          |
| Vereinzelte       | Vereinzelte | 314     | 1,8 %  |          |

## Kanton Appenzell Innerrhoden(1 Sitz)
Im Kanton Appenzell Innerrhoden gilt das Majorzsystem. Gewählt ist, wer am meisten Stimmen erhält.
| Kandidat/in             | Partei      | Stimmen | %      | gewählt? |
| ----------------------- | ----------- | ------- | ------ | -------- |
| Daniel Fässler (bisher) | CVP         | 3'121   | 76,3 % | gewählt  |
| Martin Pfister          | SP          | 739     | 18,1 % |          |
| Vereinzelte             | Vereinzelte | 230     | 5,6 %  |          |

## Kanton Basel-Landschaft(7 Sitze)
| Partei                              | Stimmen | % (+/−) | % (+/−) | Sitze (+/−) | Sitze (+/−) | Gewählte Nationalräte                          |
| ----------------------------------- | ------- | ------- | ------- | ----------- | ----------- | ---------------------------------------------- |
| Schweizerische Volkspartei          | 25'767  | 29,8 %  | +2,9 %  | 2           | 0           | Thomas de Courten Sandra Sollberger            |
| Sozialdemokratische Partei          | 19'178  | 22,2 %  | −2,2 %  | 2           | 0           | Eric Nussbaumer Susanne Leutenegger Oberholzer |
| FDP.Die Liberalen                   | 13'664  | 15,8 %  | +4,3 %  | 1           | 0           | Daniela Schneeberger                           |
| Grüne                               | 12'279  | 14,2 %  | +0,6 %  | 1           | 0           | Maya Graf                                      |
| Christlichdemokratische Volkspartei | 7'867   | 9,1 %   | +0,9 %  | 1           | 0           | Elisabeth Schneider-Schneiter                  |
| Bürgerlich-Demokratische Partei     | 2'446   | 2,8 %   | −3,6 %  |             |             |                                                |
| Grünliberale Partei                 | 2'371   | 2,7 %   | −2,3 %  |             |             |                                                |
| Evangelische Volkspartei            | 1'892   | 2,2 %   | −1,1 %  |             |             |                                                |
| Grüne-Unabhängige                   | 656     | 0,8 %   | +0,8 %  |             |             |                                                |
| Eidgenössisch-Demokratische Union   | 387     | 0,4 %   | +0,4 %  |             |             |                                                |

Listenverbindungen bestanden zwischen FDP und SVP, zwischen SP und Grüne, zwischen CVP und BDP sowie zwischen Grünliberalen und Grünen-Unabhängigen.

## Kanton Basel-Stadt(5 Sitze)
| Partei                                             | Stimmen | % (+/−) | % (+/−) | Sitze (+/−) | Sitze (+/−) | Gewählte Nationalräte     |
| -------------------------------------------------- | ------- | ------- | ------- | ----------- | ----------- | ------------------------- |
| Sozialdemokratische Partei                         | 18'533  | 33,2 %  | +4,1 %  | 2           | 0           | Beat Jans Silvia Schenker |
| Schweizerische Volkspartei                         | 9'819   | 17,7 %  | +1,2 %  | 1           | 0           | Sebastian Frehner         |
| Liberal-Demokratische Partei                       | 6'423   | 11,5 %  | +4,7 %  | 1           | +1          | Christoph Eymann          |
| Bündnis Grüne BastA!                               | 6'220   | 11,2 %  | −2,2 %  | 1           | +1          | Sibel Arslan              |
| FDP.Die Liberalen                                  | 5'459   | 9,8 %   | −2,5 %  | 0           | −1          |                           |
| Christlichdemokratische Volkspartei                | 3'587   | 6,5 %   | −0,0 %  | 0           | −1          |                           |
| Grünliberale Partei                                | 2'672   | 4,8 %   | −1,0 %  |             |             |                           |
| Evangelische Volkspartei                           | 1'290   | 2,3 %   | −0,2 %  |             |             |                           |
| Volks-Aktion gegen zuviele Ausländer und Asylanten | 698     | 1,3 %   | −0,2 %  |             |             |                           |
| Bürgerlich-Demokratische Partei                    | 612     | 1,1 %   | −1,1 %  |             |             |                           |
| Eidgenössisch-Demokratische Union                  | 255     | 0,5 %   | −0,0 %  |             |             |                           |
| mach-politik.ch                                    | 65      | 0,1 %   | +0,1 %  |             |             |                           |

Listenverbindungen bestanden zwischen SP und Grünem Bündnis, zwischen SVP und EDU, zwischen FDP und LDP (beide Mitglied der FDP.Die Liberalen Schweiz) sowie zwischen GLP, CVP, EVP und BDP.

## Kanton Bern(25 Sitze)
Aufgrund der Bevölkerungsentwicklung verfügte der Kanton Bern über einen Nationalratssitz weniger als bei den vorangegangenen Wahlen.
| Partei                              | Stimmen | % (+/-) | % (+/-) | Sitze (+/-) | Sitze (+/-) | Gewählte Nationalräte |
| ----------------------------------- | ------- | ------- | ------- | ----------- | ----------- | --- |
| Schweizerische Volkspartei          | 116'269 | 33,1 %  | +4,1 %  | 9           | +1          | Adrian Amstutz Albert Rösti Andreas Aebi Nadja Pieren Erich von Siebenthal Werner Salzmann Andrea Geissbühler Manfred Bühler Erich Hess |
| Sozialdemokratische Partei          | 69'078  | 19,7 %  | +0,4 %  | 6           | 0           | Matthias Aebischer Evi Allemann Nadine Masshardt Corrado Pardini Alexander Tschäppät Margret Kiener Nellen                              |
| Bürgerlich-Demokratische Partei     | 41'257  | 11,8 %  | −3,1 %  | 3           | −1          | Hans Grunder Urs Gasche Lorenz Hess |
| FDP.Die Liberalen                   | 32'753  | 9,3 %   | +0,7 %  | 2           | 0           | Christian Wasserfallen Christa Markwalder                                                                                               |
| Grüne                               | 29'861  | 8,5 %   | −0,9 %  | 2           | −1          | Regula Rytz Christine Häsler |
| Grünliberale Partei                 | 21'050  | 6,0 %   | +0,7 %  | 2           | 0           | Jürg Grossen Kathrin Bertschy |
| Evangelische Volkspartei            | 15'119  | 4,3 %   | +0,1 %  | 1           | 0           | Marianne Streiff |
| Eidgenössisch-Demokratische Union   | 9'975   | 2,8 %   | −0,3 %  |             |             | |
| Christlichdemokratische Volkspartei | 6'441   | 1,8 %   | −0,2 %  |             |             | |
| Piratenpartei                       | 3'305   | 0,9 %   | +0,2 %  |             |             | |
| Partei der Arbeit                   | 1'828   | 0,5 %   | +0,2 %  |             |             | |
| Schweizer Demokraten                | 1'558   | 0,4 %   | −0,2 %  |             |             | |
| Alpenparlament                      | 1'324   | 0,4 %   | −0,0 %  |             |             | |
| Philipp Jutzi                       | 1'199   | 0,3 %   | +0,3 %  |             |             | |

Listenverbindungen bestanden zwischen SVP und Alpenparlament, zwischen SP, Grünen und PdA, zwischen BDP, EVP, GLP und CVP sowie zwischen EDU und Schweizer Demokraten.

## Kanton Freiburg(7 Sitze)
| Partei                              | Stimmen | % (+/-) | % (+/-) | Sitze (+/-) | Sitze (+/-) | Gewählte Nationalräte                         |
| ----------------------------------- | ------- | ------- | ------- | ----------- | ----------- | --------------------------------------------- |
| Schweizerische Volkspartei          | 23'263  | 25,9 %  | +4,5 %  | 2           | +1          | Jean-François Rime Pierre-André Page          |
| Sozialdemokratische Partei          | 21'705  | 24,2 %  | −2,5 %  | 2           | −1          | Valérie Piller Carrard Jean-François Steiert  |
| Christlichdemokratische Volkspartei | 20'337  | 22,7 %  | +2,4 %  | 2           | 0           | Dominique de Buman Christine Bulliard-Marbach |
| FDP.Die Liberalen                   | 12'720  | 14,2 %  | +1,4 %  | 1           | 0           | Jacques Bourgeois                             |
| Grüne                               | 4'741   | 5,3 %   | +0,3 %  |             |             |                                               |
| Grünliberale Partei                 | 2'865   | 3,2 %   | −0,4 %  |             |             |                                               |
| Mitte-Links CSP                     | 1'632   | 1,8 %   | −3,7 %  |             |             |                                               |
| Bürgerlich-Demokratische Partei     | 1'153   | 1,3 %   | −0,6 %  |             |             |                                               |
| Eidgenössisch-Demokratische Union   | 680     | 0,8 %   | +0,0 %  |             |             |                                               |
| Evangelische Volkspartei            | 601     | 0,7 %   | −0,0 %  |             |             |                                               |

Listenverbindungen bestanden zwischen SP, Grünen, CSP und EVP, zwischen CVP und GLP, zwischen FDP und BDP sowie zwischen SVP und EDU. Eine Unterlistenverbindung bestand zwischen CSP und EVP.

## Kanton Genf(11 Sitze)
| Partei                                | Stimmen | % (+/-) | % (+/-)  | Sitze (+/-) | Sitze (+/-) | Gewählte Nationalräte                                   |
| ------------------------------------- | ------- | ------- | -------- | ----------- | ----------- | ------------------------------------------------------- |
| FDP.Die Liberalen                     | 20'993  | 20,5 %  | +1,9 %   | 3           | +1          | Christian Lüscher Hugues Hiltpold Benoît Genecand       |
| Sozialdemokratische Partei            | 20'403  | 19,9 %  | +0,8 %   | 3           | 0           | Carlo Sommaruga Manuel Tornare Laurence Fehlmann Rielle |
| Schweizerische Volkspartei            | 18'045  | 17,6 %  | +1,6 %   | 2           | 0           | Céline Amaudruz Yves Nidegger                           |
| Christlichdemokratische Volkspartei   | 12'335  | 12,1 %  | +2,3 %   | 1           | 0           | Guillaume Barazzone                                     |
| Grüne                                 | 11'736  | 11,5 %  | −2,5 %   | 1           | −1          | Lisa Mazzone                                            |
| Mouvement citoyens genevois           | 8'069   | 7,9 %   | −1,9 %   | 1           | 0           | Roger Golay                                             |
| Ensemble à Gauche (solidaritéS + PdA) | 6'203   | 6,1 %   | −0,4 % 1 |             |             |                                                         |
| Grünliberale Partei                   | 2'322   | 2,3 %   | −0,9 %   |             |             |                                                         |
| Bürgerlich-Demokratische Partei       | 1'049   | 1,0 %   | +1,0 %   |             |             |                                                         |
| Evangelische Volkspartei              | 602     | 0,6 %   | −0,4 %   |             |             |                                                         |
| Integrale Politik                     | 357     | 0,4 %   | +0,4 %   |             |             |                                                         |
| Eidgenössisch-Demokratische Union     | 230     | 0,2 %   | +0,2 %   |             |             |                                                         |

Listenverbindungen bestanden zwischen SP, Grünen und "Ensemble à Gauche", zwischen FDP, CVP, GLP und BDP sowie zwischen SVP und MCG.

## Kanton Glarus(1 Sitz)
Im Kanton Glarus gilt das Majorzsystem. Gewählt ist, wer am meisten Stimmen erhält.
| Kandidat/in             | Partei      | Stimmen | %      | gewählt? |
| ----------------------- | ----------- | ------- | ------ | -------- |
| Martin Landolt (bisher) | BDP         | 5'423   | 51,5 % | gewählt  |
| Jacques Marti           | SP          | 4'742   | 45,0 % |          |
| Vereinzelte             | Vereinzelte | 372     | 3,5 %  |          |

## Kanton Graubünden(5 Sitze)
| Partei                              | Stimmen | % (+/-) | % (+/-) | Sitze (+/-) | Sitze (+/-) | Gewählte Nationalräte                  |
| ----------------------------------- | ------- | ------- | ------- | ----------- | ----------- | -------------------------------------- |
| Schweizerische Volkspartei          | 17'884  | 29,7 %  | +5,2 %  | 2           | +1          | Heinz Brand Magdalena Martullo-Blocher |
| Sozialdemokratische Partei          | 10'598  | 17,6 %  | +2,0 %  | 1           | 0           | Silva Semadeni                         |
| Christlichdemokratische Volkspartei | 10'111  | 16,8 %  | +0,2 %  | 1           | 0           | Martin Candinas                        |
| Bürgerlich-Demokratische Partei     | 8'709   | 14,5 %  | −6,0 %  | 1           | 0           | Duri Campell                           |
| FDP.Die Liberalen (Graubünden)      | 7'978   | 13,3 %  | +1,4 %  |             |             |                                        |
| Grünliberale Partei                 | 4'735   | 7,9 %   | −0,4 %  | 0           | −1          |                                        |
| Patriotisch-Liberale Demokraten     | 135     | 0,2 %   | +0,2 %  |             |             |                                        |

Listenverbindungen bestanden zwischen CVP, FDP und BDP, zwischen SP und GLP sowie zwischen SVP und der Liste "Patriotisch-Liberale Demokraten".

## Kanton Jura(2 Sitze)
| Partei                                | Stimmen | % (+/-) | % (+/-) | Sitze (+/-) | Sitze (+/-) | Gewählte Nationalräte |
| ------------------------------------- | ------- | ------- | ------- | ----------- | ----------- | --------------------- |
| Christlichdemokratische Volkspartei   | 7'642   | 27,6 %  | −5,6 %  | 1           | 0           | Jean-Paul Gschwind    |
| Sozialdemokratische Partei            | 6'558   | 23,7 %  | −7,1 %  | 1           | 0           | Pierre-Alain Fridez   |
| FDP.Die Liberalen                     | 4'641   | 16,8 %  | +7,3 %  |             |             |                       |
| Schweizerische Volkspartei            | 3'553   | 12,9 %  | −2,6 %  |             |             |                       |
| Grüne                                 | 2'012   | 7,3 %   | −3,7 %  |             |             |                       |
| Unabhängige Christlich-Soziale Partei | 1'830   | 6,6 %   | +6,6 %  |             |             |                       |
| CS - POP                              | 1'045   | 3,8 %   | +3,8 %  |             |             |                       |
| Rauraque du Nord                      | 376     | 1,4 %   | +1,4 %  |             |             |                       |

Eine Listenverbindung bestand zwischen SP, Grünen und CS-POP.

## Kanton Luzern(10 Sitze)
| Partei                              | Stimmen | % (+/-) | % (+/-) | Sitze (+/-) | Sitze (+/-) | Gewählte Nationalräte                         |
| ----------------------------------- | ------- | ------- | ------- | ----------- | ----------- | --------------------------------------------- |
| Schweizerische Volkspartei 2        | 38'386  | 28,5 %  | +3,4 %  | 3           | +1          | Yvette Estermann Felix Müri Franz Grüter      |
| Christlichdemokratische Volkspartei | 32'108  | 23,9 %  | −3,3 %  | 3           | 0           | Ida Glanzmann-Hunkeler Leo Müller Andrea Gmür |
| FDP.Die Liberalen                   | 24'858  | 18,5 %  | +0,1 %  | 2           | 0           | Albert Vitali Peter Schilliger                |
| Sozialdemokratische Partei          | 18'253  | 13,6 %  | +2,1 %  | 1           | 0           | Prisca Birrer-Heimo                           |
| Grüne                               | 9'521   | 7,1 %   | −1,2 %  | 1           | 0           | Louis Schelbert                               |
| Grünliberale Partei                 | 7'766   | 5,8 %   | −0,4 %  | 0           | −1          |                                               |
| Bürgerlich-Demokratische Partei     | 1'841   | 1,4 %   | −0,8 %  |             |             |                                               |
| Evangelische Volkspartei            | 849     | 0,6 %   | −0,1 %  |             |             |                                               |
| Integrale Politik                   | 466     | 0,3 %   | +0,3 %  |             |             |                                               |
| Parteilose Schweizer                | 451     | 0,3 %   | +0,3 %  |             |             |                                               |
| Schweizer Demokraten                | 118     | 0,1 %   | −0,1 %  |             |             |                                               |

Listenverbindungen bestanden zwischen CVP, FDP, BDP und EVP sowie zwischen SP, Grünen und GLP.

## Kanton Neuenburg(4 Sitze)
Aufgrund der Bevölkerungsentwicklung verfügte der Kanton Neuenburg über einen Nationalratssitz weniger als bei den vorangegangenen Wahlen.
Im Kanton Neuenburg waren 4 Sitze zu vergeben, einer weniger als 2011.
| Partei                              | Stimmen | % (+/−) | % (+/−) | Sitze (+/−) | Sitze (+/−) | Gewählte Nationalräte |
| ----------------------------------- | ------- | ------- | ------- | ----------- | ----------- | --------------------- |
| FDP.Die Liberalen                   | 10'973  | 24,4 %  | −2,4 %  | 1           | −1          | Philippe Bauer        |
| Sozialdemokratische Partei          | 10'629  | 23,7 %  | −1,1 %  | 1           | 0           | Jacques-André Maire   |
| Schweizerische Volkspartei          | 9'158   | 20,4 %  | −1,0 %  | 1           | 0           | Raymond Clottu        |
| Partei der Arbeit                   | 5'491   | 12,2 %  | +1,8 %  | 1           | +1          | Denis de la Reussille |
| Grüne                               | 4'182   | 9,3 %   | −2,3 %  | 0           | −1          |                       |
| Christlichdemokratische Volkspartei | 1'604   | 3,6 %   | +0,1 %  |             |             |                       |
| Grünliberale                        | 1'521   | 3,4 %   | +3,4 %  |             |             |                       |
| Liste du vote blanc 3               | 478     | 1,1 %   | +1,1 %  |             |             |                       |
| Bürgerlich-Demokratische Partei     | 431     | 1,0 %   | −0,5 %  |             |             |                       |
| Nouveau Parti Libéral               | 347     | 0,8 %   | +0,8 %  |             |             |                       |
| Mouvement Démocratique Cademos      | 63      | 0,1 %   | +0,1 %  |             |             |                       |
| impossible alternative 4            | 51      | 0,1 %   | +0,1 %  |             |             |                       |

Listenverbindungen bestanden zwischen SP, Grünen und PdA, zwischen FDP, GLP, BDP und CVP sowie zwischen SVP, NPL und "impossible alternative". Eine Unterlistenverbindung bestand zwischen Grünen und PdA.

## Kanton Nidwalden(1 Sitz)
Im Kanton Nidwalden gilt das Majorzsystem. Gewählt ist, wer am meisten Stimmen erhält.
Quelle:
| Kandidat/in           | Partei      | Stimmen | %      | gewählt? |
| --------------------- | ----------- | ------- | ------ | -------- |
| Peter Keller (bisher) | SVP         | 13'380  | 82,8 % | gewählt  |
| Andreas Fagetti       | parteilos 5 | 2'776   | 17,2 % |          |

## Kanton Obwalden(1 Sitz)
Im Kanton Obwalden gilt das Majorzsystem. Gewählt ist, wer am meisten Stimmen erhält.
Quelle:
| Kandidat/in          | Partei | Stimmen | %      | gewählt? |
| -------------------- | ------ | ------- | ------ | -------- |
| Karl Vogler (bisher) | CSP OW | 9'911   | 65,5 % | gewählt  |
| Daniel Wyler         | SVP    | 5'227   | 34,5 % |          |

## Kanton Schaffhausen(2 Sitze)
| Partei                            | Stimmen | % (+/-) | % (+/-) | Sitze (+/-) | Sitze (+/-) | Gewählte Nationalräte |
| --------------------------------- | ------- | ------- | ------- | ----------- | ----------- | --------------------- |
| Schweizerische Volkspartei        | 14'010  | 45,3 %  | +5,0 %  | 1           | 0           | Thomas Hurter         |
| Sozialdemokratische Partei        | 8'911   | 28,8 %  | −6,2 %  | 1           | 0           | Martina Munz          |
| FDP.Die Liberalen                 | 3'989   | 12,9 %  | +0,4 %  |             |             |                       |
| Eidgenössisch-Demokratische Union | 1'586   | 5,1 %   | +2,6 %  |             |             |                       |
| Alternative Liste                 | 1'374   | 4,4 %   | +0,1 %  |             |             |                       |
| Ökoliberale Bewegung Schaffhausen | 1'059   | 3,4 %   | +3,4 %  |             |             |                       |

Listenverbindungen bestanden zwischen SVP, FDP und EDU sowie zwischen SP, ÖBS und AL.

## Kanton Schwyz(4 Sitze)
Quelle:
| Partei                              | Stimmen | % (+/−) | % (+/−) | Sitze (+/−) | Sitze (+/−) | Gewählte Nationalräte            |
| ----------------------------------- | ------- | ------- | ------- | ----------- | ----------- | -------------------------------- |
| Schweizerische Volkspartei          | 23'108  | 42,6 %  | +4,6 %  | 2           | +1          | Pirmin Schwander Marcel Dettling |
| FDP.Die Liberalen                   | 11'167  | 20,6 %  | +3,2 %  | 1           | 0           | Petra Gössi                      |
| Christlichdemokratische Volkspartei | 10'544  | 19,5 %  | −1,1 %  | 1           | 0           | Alois Gmür                       |
| Sozialdemokratische Partei          | 7'093   | 13,1 %  | −2,6 %  | 0           | −1          |                                  |
| Grünliberale Partei                 | 1'526   | 2,8 %   | +2,8 %  |             |             |                                  |
| Grüne                               | 762     | 1,4 %   | −2,4 %  |             |             |                                  |

Eine Listenverbindung bestand zwischen SP, Grünen und glp. Die Gewerbeliste kann der FDP zugerechnet werden.

## Kanton Solothurn(6 Sitze)
Aufgrund der Bevölkerungsentwicklung verfügte der Kanton Solothurn über einen Nationalratssitz weniger als bei den vorangegangenen Wahlen.
| Partei                              | Stimmen | % (+/-) | % (+/-) | Sitze (+/-) | Sitze (+/-) | Gewählte Nationalräte          |
| ----------------------------------- | ------- | ------- | ------- | ----------- | ----------- | ------------------------------ |
| Schweizerische Volkspartei          | 25'012  | 28,8 %  | +4,5 %  | 2           | 0           | Walter Wobmann Christian Imark |
| FDP.Die Liberalen                   | 18'414  | 21,2 %  | +2,8 %  | 1           | 0           | Kurt Fluri                     |
| Sozialdemokratische Partei          | 17'376  | 20,0 %  | +1,7 %  | 2           | 0           | Bea Heim Philipp Hadorn        |
| Christlichdemokratische Volkspartei | 12'840  | 14,8 %  | −3,1 %  | 1           | −1          | Stefan Müller-Altermatt        |
| Grüne                               | 4'820   | 5,6 %   | −1,9 %  |             |             |                                |
| Grünliberale Partei                 | 2'993   | 3,5 %   | −1,5 %  |             |             |                                |
| Bürgerlich-Demokratische Partei     | 2'968   | 3,4 %   | −0,9 %  |             |             |                                |
| Evangelische Volkspartei            | 1'043   | 1,2 %   | −0,3 %  |             |             |                                |
| Direktdemokratische Partei Schweiz  | 624     | 0,7 %   | +0,7 %  |             |             |                                |
| Eidgenössisch-Demokratische Union   | 438     | 0,5 %   | +0,5 %  |             |             |                                |
| el presidente                       | 231     | 0,3 %   | +0,3 %  |             |             |                                |

Listenverbindungen bestanden zwischen SP und Grünen sowie zwischen CVP, EVP, BDP und GLP. Aufgrund der linken Listenverbindung erhielt die SP zwei Sitze und die FDP trotz leicht mehr Stimmen nur einen.

## Kanton St. Gallen(12 Sitze)
| Partei                              | Stimmen | % (+/-) | % (+/-) | Sitze (+/-) | Sitze (+/-) | Gewählte Nationalräte                                                               |
| ----------------------------------- | ------- | ------- | ------- | ----------- | ----------- | ----------------------------------------------------------------------------------- |
| Schweizerische Volkspartei          | 51'682  | 35,8 %  | +4,3 %  | 5           | +1          | Toni Brunner Lukas Reimann Thomas Müller Roland Rino Büchel Barbara Keller-Inhelder |
| Christlichdemokratische Volkspartei | 23'897  | 16,6 %  | −3,8 %  | 3           | 0           | Markus Ritter Jakob Büchler Thomas Ammann                                           |
| FDP.Die Liberalen (St. Gallen)      | 20'636  | 14,3 %  | +2,3 %  | 2           | +1          | Walter Müller Marcel Dobler                                                         |
| Sozialdemokratische Partei          | 20'472  | 14,2 %  | −2,5 %  | 2           | 0           | Barbara Gysi Claudia Friedl                                                         |
| Grüne Partei                        | 8'296   | 5,7 %   | −0,6 %  | 0           | −1          |                                                                                     |
| Grünliberale Partei                 | 7'056   | 4,9 %   | −1,1 %  | 0           | −1          |                                                                                     |
| Bürgerlich-Demokratische Partei     | 5'247   | 3,6 %   | −0,2 %  |             |             |                                                                                     |
| Evangelische Volkspartei            | 2'528   | 1,8 %   | −0,1 %  |             |             |                                                                                     |
| Eidgenössisch-Demokratische Union   | 1'345   | 0,9 %   | −0,3 %  |             |             |                                                                                     |
| Integrale Politik                   | 711     | 0,5 %   | +0,5 %  |             |             |                                                                                     |
| Parteifrei SG                       | 710     | 0,5 %   | +0,5 %  |             |             |                                                                                     |
| Piratenpartei                       | 577     | 0,4 %   | +0,4 %  |             |             |                                                                                     |
| Schweizer Demokraten                | 401     | 0,3 %   | +0,3 %  |             |             |                                                                                     |
| Sarah Bösch - das Original          | 379     | 0,3 %   | +0,3 %  |             |             |                                                                                     |
| Marcel Giger Amden parteilos        | 242     | 0,2 %   | +0,2 %  |             |             |                                                                                     |
| Direktdemokratische Partei Schweiz  | 194     | 0,1 %   | +0,1 %  |             |             |                                                                                     |

Listenverbindungen bestanden zwischen SVP und EDU, zwischen CVP, BDP und EVP, zwischen SP und Grünen sowie zwischen GLP und Piraten.

## Kanton Tessin(8 Sitze)
| Partei                              | Stimmen | % (+/-) | % (+/-) | Sitze (+/-) | Sitze (+/-) | Gewählte Nationalräte           |
| ----------------------------------- | ------- | ------- | ------- | ----------- | ----------- | ------------------------------- |
| FDP.Die Liberalen                   | 27'043  | 23,7 %  | −1,1 %  | 2           | 0           | Ignazio Cassis Giovanni Merlini |
| Lega dei Ticinesi                   | 24'713  | 21,7 %  | +4,1 %  | 2           | 0           | Roberta Pantani Lorenzo Quadri  |
| Christlichdemokratische Volkspartei | 22'884  | 20,1 %  | +0,1 %  | 2           | 0           | Fabio Regazzi Marco Romano      |
| Sozialdemokratische Partei          | 18'158  | 15,9 %  | −0,7 %  | 1           | 0           | Marina Carobbio Guscetti        |
| Schweizerische Volkspartei          | 12'882  | 11,3 %  | +1,6 %  | 1           | 0           | Marco Chiesa                    |
| Grüne                               | 4'021   | 3,5 %   | −3,2 %  |             |             |                                 |
| MontagnaViva                        | 1'609   | 1,4 %   | −0,4 %  |             |             |                                 |
| Grünliberale                        | 967     | 0,8 %   | +0,8 %  |             |             |                                 |
| Partito communista                  | 907     | 0,8 %   | +0,8 %  |             |             |                                 |
| Partei der Arbeit                   | 593     | 0,5 %   | −0,7 %  |             |             |                                 |
| Lega Sud                            | 104     | 0,1 %   | +0,1 %  |             |             |                                 |
| I Liberisti                         | 83      | 0,1 %   | +0,1 %  |             |             |                                 |

Listenverbindungen bestanden zwischen Lega und SVP, zwischen CVP und GLP sowie zwischen SP, PdA und Kommunisten.

## Kanton Thurgau(6 Sitze)
| Partei                              | Stimmen | % (+/-) | % (+/-) | Sitze (+/-) | Sitze (+/-) | Gewählte Nationalräte                           |
| ----------------------------------- | ------- | ------- | ------- | ----------- | ----------- | ----------------------------------------------- |
| Schweizerische Volkspartei          | 30'332  | 39,9 %  | +1,2 %  | 3           | 0           | Hansjörg Walter Verena Herzog Markus Hausammann |
| Christlichdemokratische Volkspartei | 9'989   | 13,1 %  | −1,2 %  | 1           | 0           | Christian Lohr                                  |
| FDP.Die Liberalen                   | 9'897   | 13,0 %  | +1,8 %  | 1           | +1          | Hermann Hess                                    |
| Sozialdemokratische Partei          | 9'658   | 12,7 %  | +0,6 %  | 1           | 0           | Edith Graf-Litscher                             |
| Grünliberale Partei                 | 4'693   | 6,2 %   | +1,0 %  | 0           | −1          |                                                 |
| Grüne Partei                        | 4'137   | 5,4 %   | −1,6 %  |             |             |                                                 |
| Bürgerlich-Demokratische Partei     | 2'862   | 3,8 %   | −1,2 %  |             |             |                                                 |
| Eidgenössisch-Demokratische Union   | 2'609   | 3,4 %   | −0,1 %  |             |             |                                                 |
| Evangelische Volkspartei            | 1'785   | 2,3 %   | −0,6 %  |             |             |                                                 |
| Direktdemokratische Partei Schweiz  | 124     | 0,2 %   | +0,2 %  |             |             |                                                 |

Listenverbindungen bestanden zwischen SVP und EDU, zwischen CVP, FDP, BDP und GLP sowie zwischen SP und Grünen.

## Kanton Uri(1 Sitz)
Quelle:
Im Kanton Uri gilt das Majorzsystem. Gewählt ist, wer am meisten Stimmen erhält.
| Kandidat/in    | Partei      | Stimmen | %      | gewählt? |
| -------------- | ----------- | ------- | ------ | -------- |
| Beat Arnold    | SVP         | 6'409   | 44,1 % | gewählt  |
| Frieda Steffen | CVP         | 3'909   | 26,9 % |          |
| Annalise Russi | Grüne       | 3'821   | 26,3 % |          |
| Vereinzelte    | Vereinzelte | 405     | 2,8 %  |          |

## Kanton Waadt(18 Sitze)
| Partei                                 | Stimmen | % (+/-) | % (+/-) | Sitze (+/-) | Sitze (+/-) | Gewählte Nationalräte                                                        |
| -------------------------------------- | ------- | ------- | ------- | ----------- | ----------- | ---------------------------------------------------------------------------- |
| FDP.Die Liberalen                      | 47'222  | 26,8 %  | +4,8 %  | 5           | +1          | Isabelle Moret Olivier Feller Frédéric Borloz Laurent Wehrli Fathi Derder    |
| Schweizerische Volkspartei             | 39'695  | 22,6 %  | −0,4 %  | 4           | 0           | Guy Parmelin Jean-Pierre Grin-Hofmann Jacques Nicolet Michaël Buffat         |
| Sozialdemokratische Partei             | 39'071  | 22,2 %  | −3,0 %  | 5           | −1          | Ada Marra Roger Nordmann Rebecca Ruiz Cesla Amarelle Jean Christophe Schwaab |
| Grüne                                  | 19'796  | 11,3 %  | −0,3 %  | 2           | 0           | Daniel Brélaz Adèle Thorens Goumaz                                           |
| Christlichdemokratische Volkspartei    | 7'132   | 4,1 %   | −0,6 %  | 1           | 0           | Claude Béglé                                                                 |
| Grünliberale Partei                    | 6'848   | 3,9 %   | −1,2 %  | 1           | 0           | Isabelle Chevalley                                                           |
| Partei der Arbeit - solidaritéS        | 5'063   | 2,9 %   | −1,1 %  |             |             |                                                                              |
| Bürgerlich-Demokratische Partei        | 3'182   | 1,8 %   | +1,0 %  |             |             |                                                                              |
| Piratenpartei                          | 2'151   | 1,2 %   | +0,2 %  |             |             |                                                                              |
| Evangelische Volkspartei               | 1'867   | 1,1 %   | −0,1 %  |             |             |                                                                              |
| Eidgenössisch-Demokratische Union      | 1'229   | 0,7 %   | −0,4 %  |             |             |                                                                              |
| Partei National Orientierter Schweizer | 792     | 0,4 %   | +0,3 %  |             |             |                                                                              |
| Liste du vote blanc 6                  | 788     | 0,4 %   | +0,4 %  |             |             |                                                                              |
| ecopop                                 | 627     | 0,4 %   | +0,4 %  |             |             |                                                                              |
| Les Indépendants Vaudois 7             | 274     | 0,2 %   | +0,2 %  |             |             |                                                                              |
| Schweizer Demokraten                   | 226     | 0,1 %   | +0,0 %  |             |             |                                                                              |

Listenverbindungen bestanden zwischen SP, Grünen, PdA-SolidaritéS und Piratenpartei sowie zwischen CVP, GLP, BDP, EDU und EVP. Eine Unterlistenverbindung bestand zwischen EVP und EDU. Aufgrund der linken Listenverbindung erhielt die SP einen Sitz mehr als die SVP, obwohl letztere leicht mehr Stimmen erzielen konnte.

## Kanton Wallis(8 Sitze)
Im Kanton Wallis besteht die Besonderheit, dass alle grösseren Parteien eigenständige Parteien für das deutschsprachige Ober- und das französischsprachige Unterwallis kennen. Innerhalb der CVP Schweiz gibt es sogar drei Walliser Parteien: CVP Unterwallis, CVP Oberwallis und CSP Oberwallis (die CSP Unterwallis gehört dagegen der CSP an). Da es sich bei diesen Parteien nicht bloss um regionale Listen, sondern um eigenständige Parteien mit grossem Eigenleben handelt, werden sie hier separat aufgeführt. Aufgrund der Bevölkerungsentwicklung verfügte der Kanton Wallis über einen Nationalratssitz mehr als bei den vorangegangenen Wahlen.
| Partei                              | Stimmen | % (+/-) | % (+/-) | Sitze (+/-) | Sitze (+/-) | Gewählte Nationalräte                   |
| ----------------------------------- | ------- | ------- | ------- | ----------- | ----------- | --------------------------------------- |
| Christlichdemokratische Volkspartei | 48'526  | 39,5 %  | −0,6 %  | 4           | +1          |                                         |
| -CVP Unterwallis                    | 24'746  | 20,1 %  | -0,9 %  | 2           | 0           | Yannick Buttet Géraldine Marchand-Balet |
| -CVP Oberwallis                     | 12'278  | 10,0 %  | -0,1 %  | 1           | 0           | Viola Amherd                            |
| -CSP Oberwallis                     | 11'502  | 9,4 %   | + 0,4 % | 1           | +1          | Roberto Schmidt                         |
| Schweizerische Volkspartei          | 27'345  | 22,3 %  | +2,5 %  | 2           | +1          |                                         |
| -SVP Unter- und Mittelwallis        | 15'974  | 13,0 %  | -0,6 %  | 1           | 0           | Jean-Luc Addor                          |
| -SVP Oberwallis                     | 11'371  | 9,3 %   | +3,1 %  | 1           | +1          | Franz Ruppen                            |
| FDP.Die Liberalen 8                 | 22'399  | 18,2 %  | −0,6 %  | 1           | 0           | Philippe Nantermod                      |
| Sozialdemokratische Partei          | 16'371  | 13,3 %  | −1,0 %  | 1           | −1          |                                         |
| -SP Wallis und Juso Unterwallis 9   | 14'587  | 11,9 %  | +0,6 %  | 1           | -1          | Mathias Reynard                         |
| -SP und Juso Oberwallis             | 1'784   | 1,5 %   | -1,6 %  |             |             |                                         |
| Grüne                               | 6'035   | 4,9 %   | −0,1 %  |             |             |                                         |
| -Grüne Unterwallis                  | 5'153   | 4,2 %   | -0,0 %  |             |             |                                         |
| -Grüne Oberwallis                   | 882     | 0,7 %   | -0,1 %  |             |             |                                         |
| Mitte-Links CSP                     | 1'746   | 1,4 %   | +0,7 %  |             |             |                                         |
| Graines du futur 10                 | 458     | 0,4 %   | +0,4 %  |             |             |                                         |

Listenverbindungen bestanden zwischen allen SP, Grünen und CSP, zwischen allen CVP/CSP-Listen sowie innerhalb von SVP und FDP. Unterlistenverbindungen bestanden zwischen CVPO und CSPO sowie innerhalb von SP und Grünen.

## Kanton Zug(3 Sitze)
| Partei                              | Stimmen | % (+/-) | % (+/-) | Sitze (+/-) | Sitze (+/-) | Gewählte Nationalräte |
| ----------------------------------- | ------- | ------- | ------- | ----------- | ----------- | --------------------- |
| Schweizerische Volkspartei          | 11'848  | 30,5 %  | +2,1 %  | 1           | 0           | Thomas Aeschi         |
| Christlichdemokratische Volkspartei | 10'285  | 26,4 %  | +2,2 %  | 1           | 0           | Gerhard Pfister       |
| FDP.Die Liberalen                   | 6'861   | 17,6 %  | −1,6 %  | 1           | 0           | Bruno Pezzatti        |
| Sozialdemokratische Partei          | 5'349   | 13,8 %  | +8,5 %  |             |             |                       |
| Alternative – die Grünen Zug        | 2'784   | 7,2 %   | −8,2 %  |             |             |                       |
| Grünliberale Partei                 | 1'393   | 3,6 %   | −3,2 %  |             |             |                       |
| Piratenpartei                       | 376     | 1,0 %   | +1,0 %  |             |             |                       |

Listenverbindungen bestanden zwischen CVP, FDP und GLP sowie zwischen Grünalternativen, SP und Piratenpartei.

## Kanton Zürich(35 Sitze)
Aufgrund der Bevölkerungsentwicklung verfügte der Kanton Zürich über einen Nationalratssitz mehr als bei den vorangegangenen Wahlen.
| Partei                                              | Stimmen | % (+/-) | % (+/-) | Sitze (+/-) | Sitze (+/-) | Gewählte Nationalräte |
| --------------------------------------------------- | ------- | ------- | ------- | ----------- | ----------- | --- |
| Schweizerische Volkspartei                          | 130'575 | 30,7 %  | +0,8 %  | 12          | +1          | Roger Köppel Natalie Rickli Gregor Rutz Alfred Heer Thomas Matter Hans-Ueli Vogt Hans Egloff Jürg Stahl Barbara Steinemann Bruno Walliser Claudio Zanetti Mauro Tuena |
| Sozialdemokratische Partei                          | 91'040  | 21,4 %  | +2,1 %  | 9           | +2          | Jacqueline Badran Chantal Galladé Tim Guldimann Martin Naef Thomas Hardegger Mattea Meyer Min Li Marti Priska Seiler Graf Angelo Barrile                              |
| FDP.Die Liberalen                                   | 65'206  | 15,3 %  | +3,7 %  | 5           | +1          | Doris Fiala Hans-Peter Portmann Beat Walti Regine Sauter Hans-Ulrich Bigler                                                                                           |
| Grünliberale Partei                                 | 34'727  | 8,2 %   | −3,3 %  | 3           | −1          | Martin Bäumle Tiana Angelina Moser Thomas Weibel |
| Grüne                                               | 29'319  | 6,9 %   | −1,5 %  | 2           | −1          | Bastien Girod Balthasar Glättli |
| Christlichdemokratische Volkspartei                 | 17'806  | 4,2 %   | −0,8 %  | 2           | 0           | Barbara Schmid-Federer Kathy Riklin |
| Bürgerlich-Demokratische Partei                     | 15'418  | 3,6 %   | −1,7 %  | 1           | −1          | Rosmarie Quadranti |
| Evangelische Volkspartei                            | 13'267  | 3,1 %   | +0,0 %  | 1           | 0           | Maja Ingold |
| Eidgenössisch-Demokratische Union                   | 8'770   | 2,1 %   | −0,1 %  |             |             | |
| Alternative Liste                                   | 7'534   | 1,8 %   | +0,7 %  |             |             | |
| Piratenpartei                                       | 2'745   | 0,6 %   | −0,2 %  |             |             | |
| Kunst + Politik                                     | 2'307   | 0,5 %   | +0,5 %  |             |             | |
| Tierpartei Schweiz                                  | 1'796   | 0,4 %   | +0,0 %  |             |             | |
| Ecopop                                              | 1'429   | 0,3 %   | +0,3 %  |             |             | |
| Partei der Arbeit                                   | 1'021   | 0,2 %   | +0,0 %  |             |             | |
| Stopp Stau und Blitzerterror - die Autofahrer Liste | 821     | 0,2 %   | +0,2 %  |             |             | |
| Schweizer Demokraten                                | 750     | 0,2 %   | −0,1 %  |             |             | |
| Unabhängigkeitspartei up!                           | 284     | 0,1 %   | +0,1 %  |             |             | |
| Flückiger Hans-Ueli (Hanf-Ueli)                     | 267     | 0,1 %   | +0,1 %  |             |             | |
| Zentrumspartei                                      | 205     | 0,0 %   | +0,0 %  |             |             | |
| Anti PowerPoint Partei                              | 125     | 0,0 %   | +0,0 %  |             |             | |
| DU - Die Unpolitischen                              | 123     | 0,0 %   | +0,0 %  |             |             | |
| Schweizer Freiheit und Recht                        | 48      | 0,0 %   | +0,0 %  |             |             | |

Listenverbindungen bestanden zwischen SVP, EDU und "Autofahrer-Liste", zwischen SP, Grünen, AL, PdA, Kunst+Politik und Zentrumspartei, sowie zwischen GLP, CVP, EVP, BDP, Piraten, ecopop und Tierpartei. Eine Unterlistenverbindung bestand zwischen AL und PdA.